# Guillaume Ier (évêque de Tréguier)
Pour les articles homonymes, voir Guillaume Ier.
Guillaume Ier (évêque de Tréguier), premier évêque de Tréguier, attesté vers 1032. 

## Contexte
La Gallia Christiana présente  Guillaume comme le Ve évêque de Tréguier, avec comme prédécesseurː I Leotherius, II Festgenus, III Gratianus et IV Constantinus et comme successeur VI Martinus
Guillaume est mentionné vers 1032 sur la chartre de fondation de l'Abbaye Saint-Georges de Rennes avec les évêques Orscand de Cornouaille et Salomon de Léon

## Source
- Hubert Guillotel, Actes des Ducs de Bretagne (944-1148), Rennes, Presses universitaires de Rennes, 2014, 598 p. (ISBN 9782753534988), p. 227-233 acte 28 1024-1034 avant le 21 février